# Мисија Уједињених нација у Босни и Херцеговини
Мисија Уједињених нација у Босни и Херцеговини (УНМИБиХ) је међународна организација формирана 21. децембра 1995. године под окриљем Савета безбедности Уједињених нација изгласавањем резолуције СБУН 1035. Мисија је завршила свој мандат 31. децембра 2002, када ју је наследила Полицијска мисија Европске уније у Босни и Херцеговини.